# Quinchamalium chilense
Quinchamalium chilense är en tvåhjärtbladig växtart som beskrevs av Juan Ignacio Molina. Quinchamalium chilense ingår i släktet Quinchamalium och familjen Schoepfiaceae. Inga underarter finns listade i Catalogue of Life.